# Datarock
Datarock är ett electrorockband från Bergen i Norge. Bandet startades 2000 av Fredrik Saroea, Ketil Mosnes och Kevin O'Brien. I slutet av 2000 fick de en fjärde medlem, innan Kevin O'Brien slutade, som heter Tom Mæland.
Datarocks låtar och album förekommer ofta i Apples marknadsföring av Ipod. Dessutom förekommer Datarocks låtar i marknadsföring för Coca-Cola, Windows 8 och Samsung.

## Medlemmar
Nuvarande medlemmar
- Fredrik Saroea – sång, gitarr, trummor, keyboard (2000–)
- Ketil Mosnes – basgitarr, programmering, keyboard, bakgrundssång (2000–2010, 2016–)
- Stig Narve Brunstad – keyboard, percussion, sång (2005–2009, 2016–)
- Øyvind Solheim – trummor, bakgrundssång (2016–)

Tidigare medlemmar
- Kevin O'Brien – sång (2000)
- Tom Mæland – keyboard (2000–2003)
- Adrian Meehan – trummor (2000–2014)
- Tarjei Strøm – trummor (2009–2015)
- Kjetil Møster – saxofon, percussion, keyboard, sång (2009–2016)
- Thomas Larssen – basgitarr (2010–2016)

## Diskografi (i urval)
Studioalbum
- Datarock Datarock (2005)
- Red (2009)
- The Musical (2015)
- Face The Brutality (2018)

Remix album
- Mixed Up (2010)

EP
- Datarock / Stockhaus (delad EP) (2001)
- Demo/Greatest Hits (2002)
- Computer Camp Love (2006)
- Fa Fa Fa (remixes) (2007)
- Bulldozer (2006)
- See What I Care (2007)
- Princess (2008)
- California (2011)
- Catcher in the Rye (2011)
- A Fool At Forty Is A Fool Indeed (2019)

Singlar
- "Fa Fa Fa" (2006)
- "Princess (Morgan Z Remix)" / "Tonight Becomes Tomorrow" (delad singel; Datarock / New Violators) (2007)
- "I Used to Dance With My Daddy" (2007)
- "Give It Up" / "True Stories" (2009) (med på FIFA 10 Soundtrack)[2]
- "Roller Coaster" (2011)
- "Amarillion" (2011)
- "California" (2011)
- "The Dream" (2012)
- "The Underground" (2013)
- "In E" (2014)
- "Ruffle Shuffle" (2017)
- "Laugh in the Face of Darkness" (2018)
- "Feathers & Wax" (2018)